# Plaisance (kommun i Haiti, Nord, lat 19,58, long -72,50)
Plaisance är en kommun i Haiti.   Den ligger i departementet Nord, i den norra delen av landet, 120 km norr om huvudstaden Port-au-Prince. Antalet invånare är 63 278. Arean är 122 kvadratkilometer.
Terrängen i Plaisance är kuperad.